# Zapasy na Igrzyskach Imperium Brytyjskiego 1950
Zapasy na Igrzyskach Wspólnoty Narodów 1950, odbyły się w Auckland.

## Mężczyźni

### Styl wolny
| Kat. wagowa |                  |                  |                |
| ----------- | ---------------- | ---------------- | -------------- |
| 52 kg       | Bert Harris      | Eric Matthews    | ----           |
| 57 kg       | Douglas Mudgeway | Jim Chapman      | ----           |
| 62 kg       | John C.Armitt    | Roland Milord    | Arnold Parsons |
| 67 kg       | Dick Garrard     | Morgan Plumb     | George Hobson  |
| 73 kg       | Henry Hudson     | Jack Little      | Martin Jooste  |
| 79 kg       | Maurice Vachon   | Bruce Arthur     | Callie Reitz   |
| 87 kg       | Pat Morton       | Arthur Sneddon   | Tom Trevaskis  |
| plus87 kg   | Jim Armstrong    | Patrick O’Connor | Ken Richmond   |

## Tabela medalowa
| Poz.    | Państwo                    |   |   |   | Łącznie |
| 1       | Australia                  | 3 | 3 | 1 | 7       |
| 2       | Nowa Zelandia              | 2 | 3 | 1 | 6       |
| 3       | Kanada                     | 2 | 2 | 0 | 4       |
| 4       | Związek Południowej Afryki | 1 | 0 | 2 | 3       |
| 5       | Anglia                     | 0 | 0 | 2 | 3       |
| Łącznie | Łącznie                    | 8 | 8 | 6 | 22      |